# Georges Cravenne

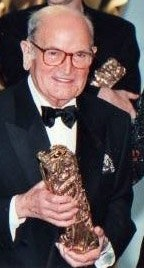
Georges Cravenne bei der César-Verleihung 2000

Georges Cravenne (eigentlich Joseph-Raoul Cohen; * 24. Januar 1914 in Kairouan, Tunesien; † 10. Januar 2009 in Paris) war ein französischer Journalist, Publizist, Werbefachmann und Filmproduzent.

## Biografie
Georges Cravenne wuchs mit seinem sechs Jahre älteren Bruder Marcel (1908–2002) auf, der sich später in Frankreich einen Namen als Filmregisseur machte. Cravenne selbst schlug eine Karriere als Filmjournalist und Publizist ein. Er fand 1935 Anstellung beim von Marcel Carné geführten Ciné-Magazine. Später arbeitete er mit Pierre Lazareff bei der Tageszeitung Paris-Soir, wo er einen Kinoteil ins Leben rief. Nach dem Zweiten Weltkrieg förderte Cravenne die Wiedereröffnung des Pariser Kabaretts Lido und gründete die erste Agentur für Öffentlichkeitsarbeit in Frankreich. Er organisierte in den 1950er und 1960er Jahren zahlreiche wichtige Abendgesellschaften, darunter die Eröffnung des Pariser Théâtre de l’Odéon. Als Presseagent war er unter anderem an den Spielfilmproduktionen Dick und Doof erben eine Insel (1951) von Léo Joannon, Max Ophüls Literaturverfilmung Pläsier (1952) und Jean-Luc Godards Nouvelle-Vague-Vertreter Die Geschichte der Nana S. (1962) beteiligt.
Einem breiten französischen Kinopublikum wurde Cravenne 1975 bekannt, als er den Filmpreis César ins Leben rief. Bereits seit 1969 gab es den von Cravenne geschaffenen César-Nachwuchspreis-Vorläufer „Prix Révélation de la nuit du Cinéma“, der alljährlich vergeben wurde. Inspiriert von der US-amerikanischen Oscarverleihung zeichnet der César die besten französischen Kinoproduktionen (auch Koproduktionen) und Filmschaffende des jeweiligen Vorjahres aus und konnte sich in den kommenden Jahrzehnten als nationaler Filmpreis Frankreichs etablieren. Cravenne stand der Académie des Arts et Techniques du Cinéma (das französische Gegenstück zur Academy of Motion Picture Arts and Sciences), die die Filmpreise vergibt, als Generalsekretär vor und wurde 1995 zum Präsidenten der Filmakademie berufen.
Im Jahr 1980 zeichnete sich Cravenne ebenfalls als Initiator des französischen Fernsehpreises „Nuit des 7 d’Or“, 1987 als Begründer des nationalen Theaterpreises Molière aus. In diesen Positionen traf der Franzose oftmals umstrittene Entscheidungen. Auf heftige Kritik bei der französischen Presse stieß 1993 die Nachricht, englischsprachige Filme mit französischer Beteiligung von zukünftigen César-Verleihungen auszuschließen, was zu dieser Zeit die Disqualifikation für Großproduktionen wie Jean-Jacques Annauds Marguerite-Duras-Verfilmung Der Liebhaber oder Louis Malles Erotikfilm Verhängnis bedeutet hätte. Nach dem negativen Echo revidierte Cravenne die Entscheidung und verkündete kurzfristig, dass nur noch der Preis für den besten Film des Jahres für französischsprachige Filmproduktionen reserviert wäre. Im selben Jahr rückte sein Festhalten an den Molière-Preiskategorien für Theater in öffentlicher Trägerschaft negativ in den Fokus der Medien.
Der Franzose, der öffentlich für den César nominierte Schauspieler für ihr Fernbleiben bei der Verleihungszeremonie verurteilte, trat auch als Filmproduzent und Schauspieler bei Claude Lelouchs Werken Auch Mörder haben schöne Träume (1980) und Die Entführer lassen grüßen (1972) in Erscheinung. Ebenso wurde er als Jurymitglied in Preiskomitees berufen. Im Jahr 1993 gehörte Cravenne der Wettbewerbsjury der Filmfestspiele von Cannes an, während er 2006 gemeinsam mit den Journalisten Gérard Lefort, Pierre Bouteiller, Jérôme Garcin und Marie-Noëlle Tranchant Pascale Ferrans Literaturverfilmung Lady Chatterley mit dem Louis-Delluc-Preis auszeichnete, die 2007 auch bei der 32. César-Verleihung triumphieren sollte.
Georges Cravenne war mehrmals verheiratet, unter anderem mit der französischen Schauspielerin Françoise Arnoul. Einen privaten Schicksalsschlag erlebte er im Jahr 1973, als seine zweite Ehefrau Danielle Batisse eine Boeing 727 der Air France auf dem Weg von Paris nach Nizza zur Landung auf den Flughafen Marseille zwang und dort von Polizisten getötet wurde. Eine Klage von Cravenne gegen den französischen Staat wurde abgewiesen. Sein Sohn, François-David Cravenne (* ca. 1968) folgte seinem Vater ins Filmgeschäft und war später als Berater des französischen Politikers Christian Estrosi tätig. Im Jahr 2000 wurde Georges Cravenne im Alter von 86 Jahren mit dem Ehrencésar gewürdigt, der ihm von Alain Delon überreicht wurde. 2008 wurde er vom französischen Staatspräsidenten Nicolas Sarkozy zum „Grand Officier“ der Ehrenlegion ernannt.

## Filmografie
Darsteller
- 1972: Die Entführer lassen grüßen (L’Aventure, c’est l’aventure)

Filmproduzent
- 1980: Auch Mörder haben schöne Träume (Pile ou face)